# Свейнбьёрн Свейнбьёрнссон
Свейнбьёрн Свейнбьёрнссон (исл. Sveinbjörn Sveinbjörnsson, 1847—1927) — исландский композитор, автор музыки для гимна Исландии.

## Биография
Обучаясь теологии, Свейнбьёрн встретил норвежского композитора Юхана Свенсена, который способствовал его поездке в Лейпциг и Копенгаген для обучения музыке. В Дании его учителем был известный композитор Карл Райнеке. Карьеру композитора Свейнбьёрн начал в 1874 году, написав музыку для гимна Исландии. В период с 1873 по 1919 год он работал музыкальным педагогом в Эдинбурге, после чего обосновался в Канаде. Однако после 1922 года вернулся в Исландию. Свейнбьёрн был женат, имел двоих детей.